# Manuel Tavares de Araújo
Manuel Tavares de Araújo  (* 7. Juli 1912 in São José de Mipibu; † 18. Februar 2006) war ein brasilianischer Geistlicher und römisch-katholischer Bischof von Caicó.

## Leben
Manuel Tavares de Araújo empfing am 25. Oktober 1936 die Priesterweihe.
Am 8. Januar 1959 wurde er durch Papst Johannes XXIII. zum Bischof von Caicó ernannt. Der Erzbischof von São Luís do Maranhão, José de Medeiros Delgado, spendete ihm am 5. April  desselben Jahres die Bischofsweihe; Mitkonsekratoren waren José Adelino Dantas, Bischof des Garanhuns und Justin Francis Rigali, Weihbischof in Natal.
Papst Paul VI. nahm am 29. März 1978 seinen vorzeitigen Rücktritt an.